# Udaipur
Udaipur é uma cidade localizada ao sul do estado do Rajastão na Índia. É conhecida como a "cidade dos lagos", ou ainda como a "Veneza do Oriente". 
Udaipur é conhecida como a cidade mais rica da Índia.

## Clima
O clima da cidade é tropical. Durante o verão, a temperatura varia entre 42 e 28 graus. Por outro lado, no inverno (setembro a março) a máxima é de 28 e a mínima de 2.

## Galeria

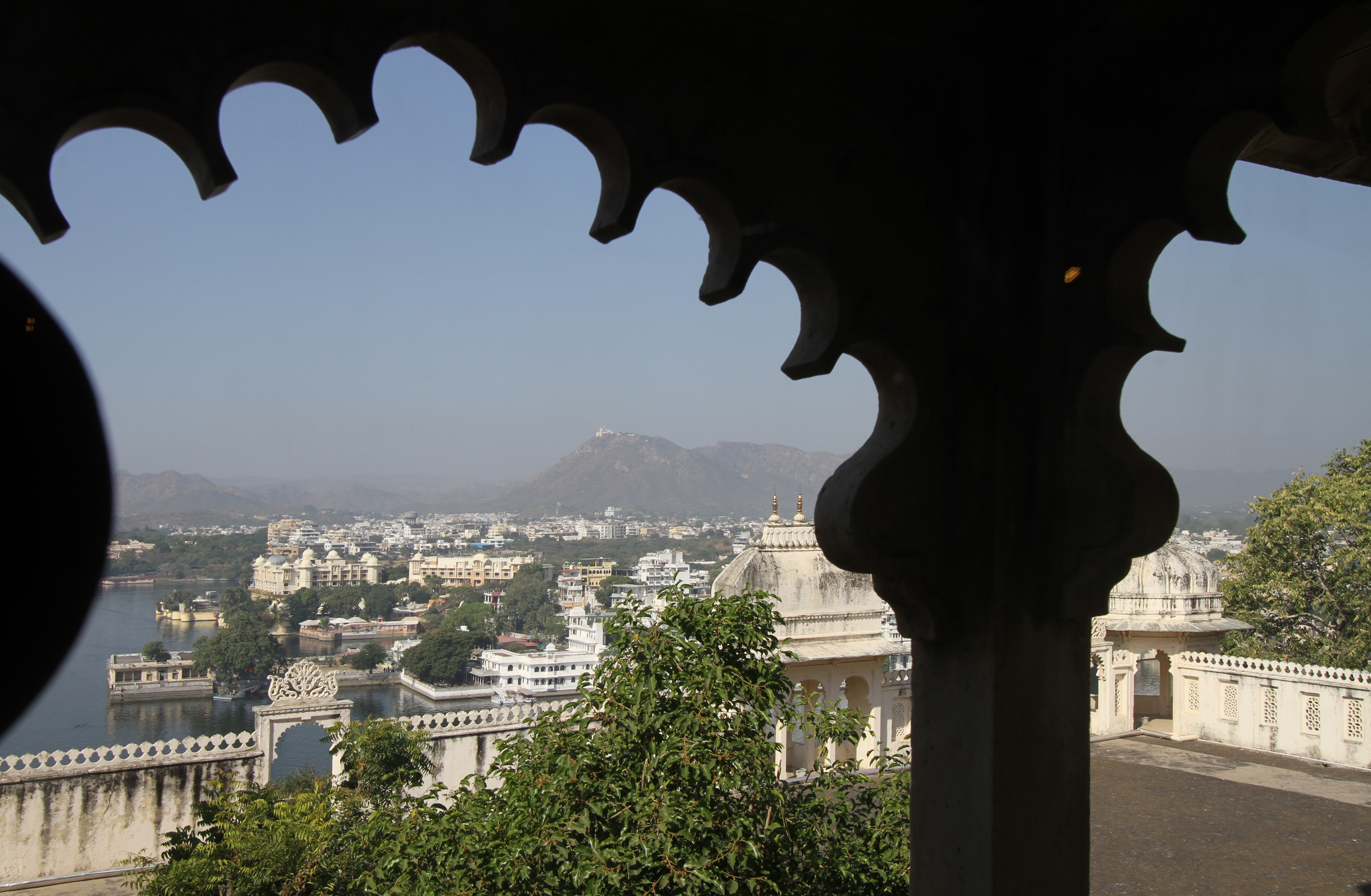
Udaipur
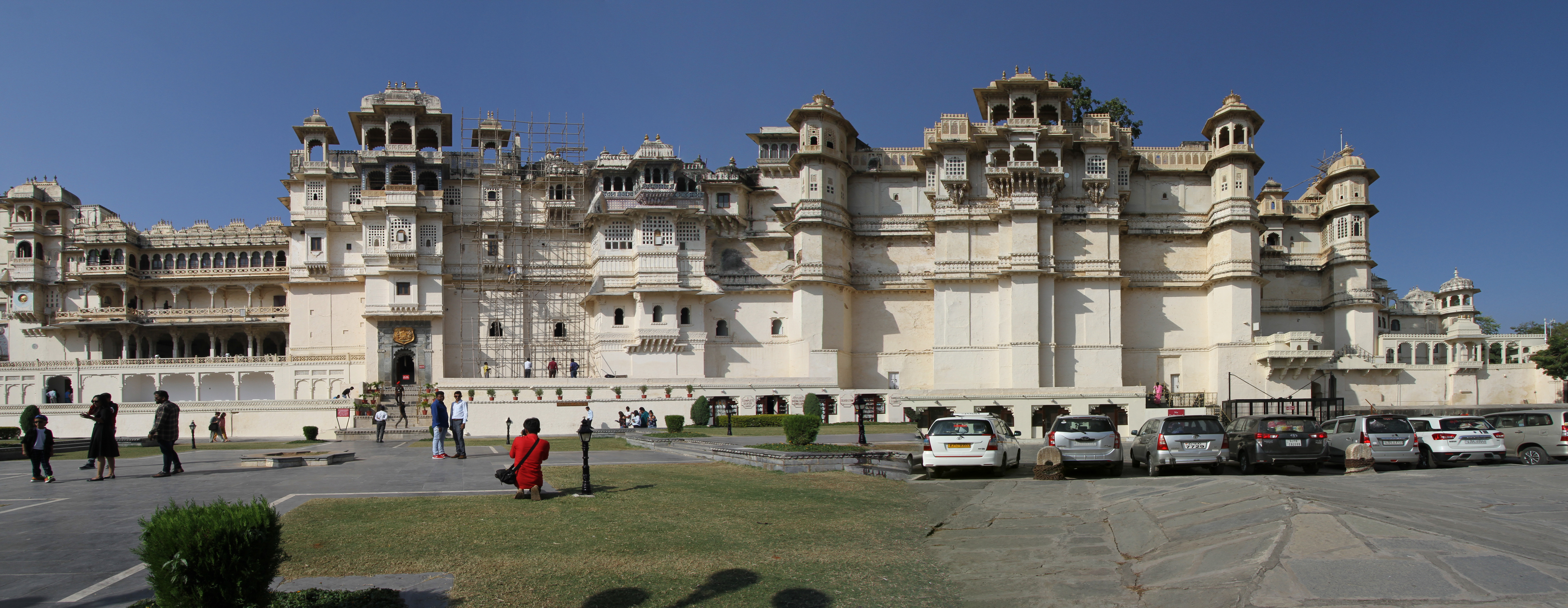
Palácio de Udaipur
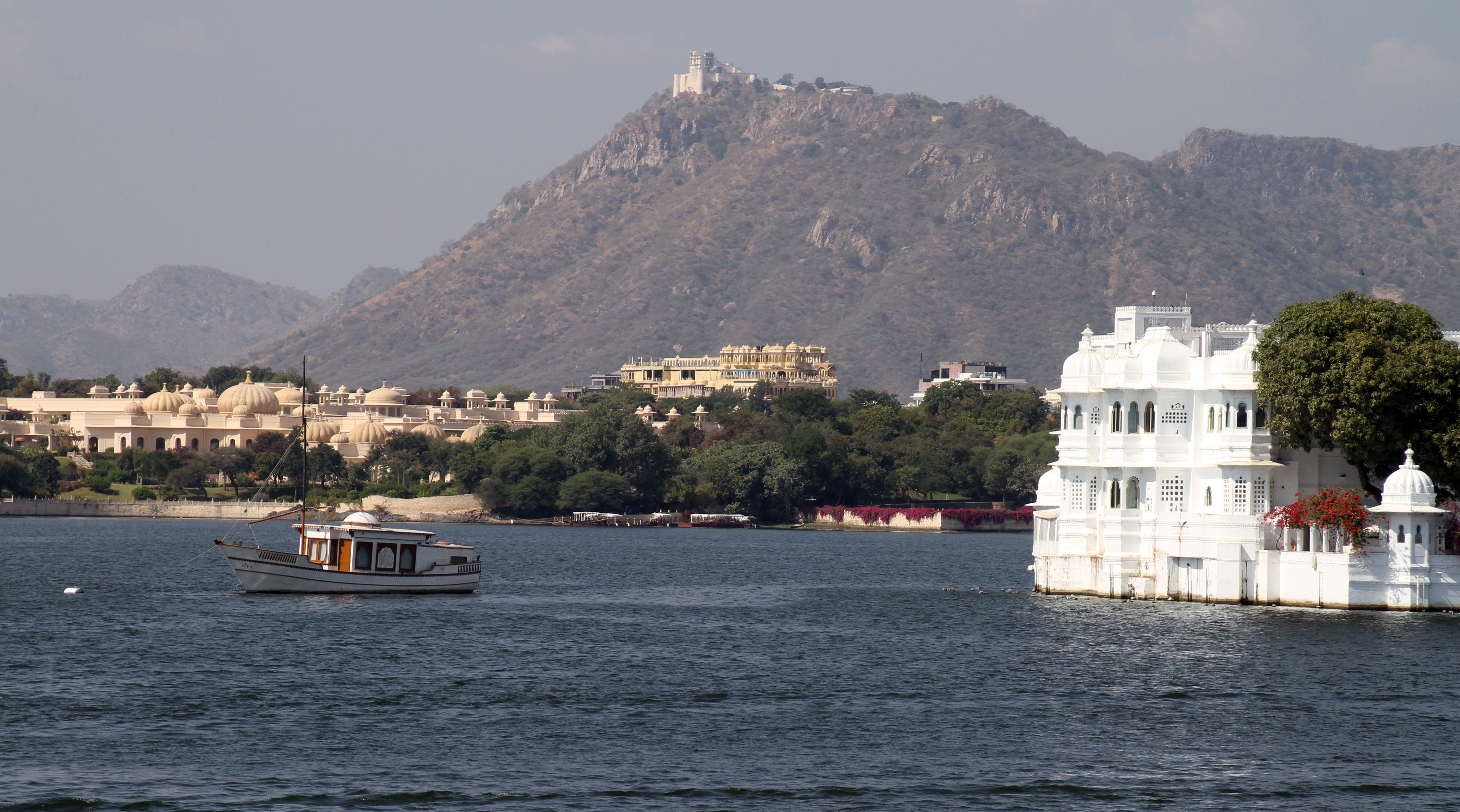
Lago de Pichola
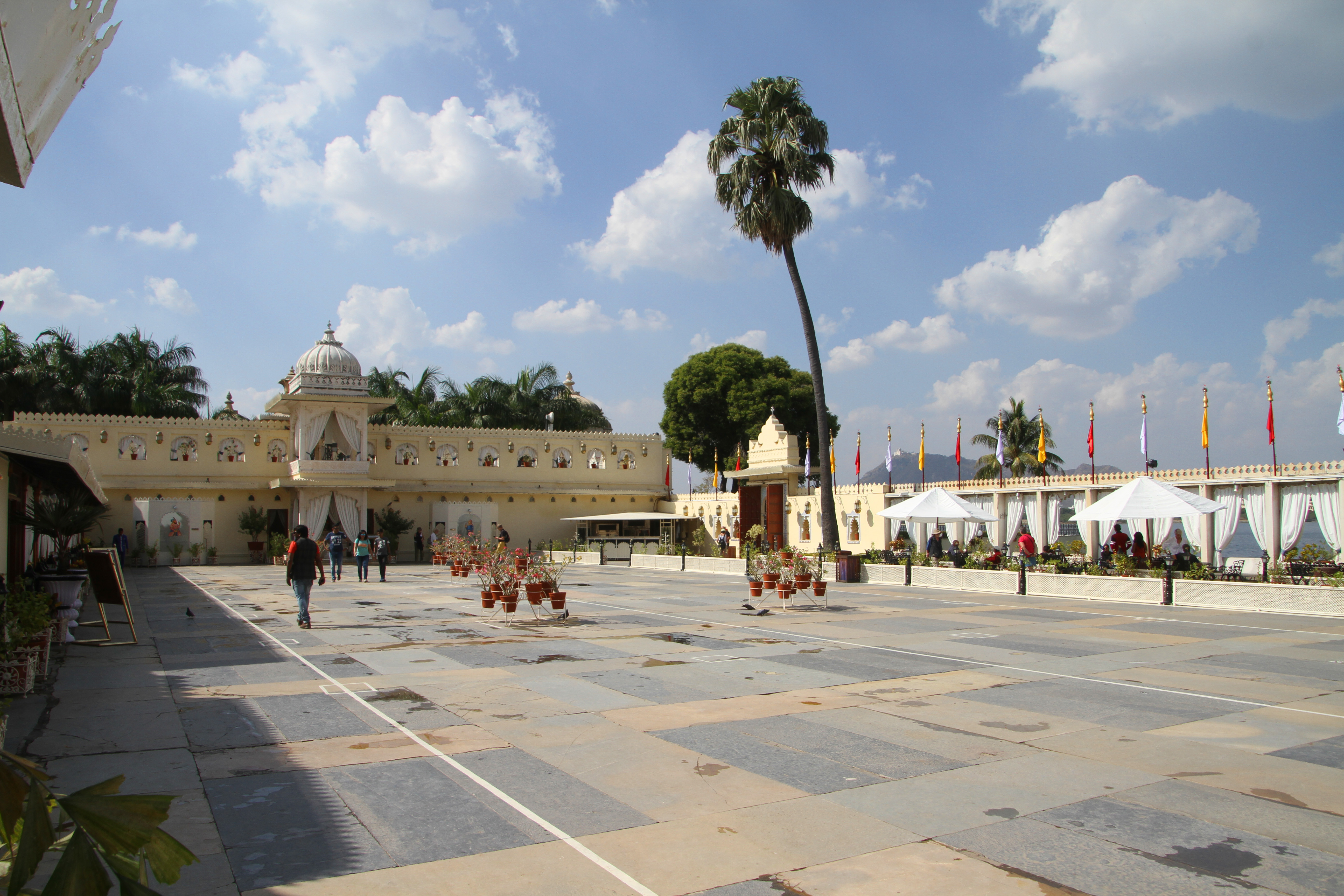
Palácio Jagmandir
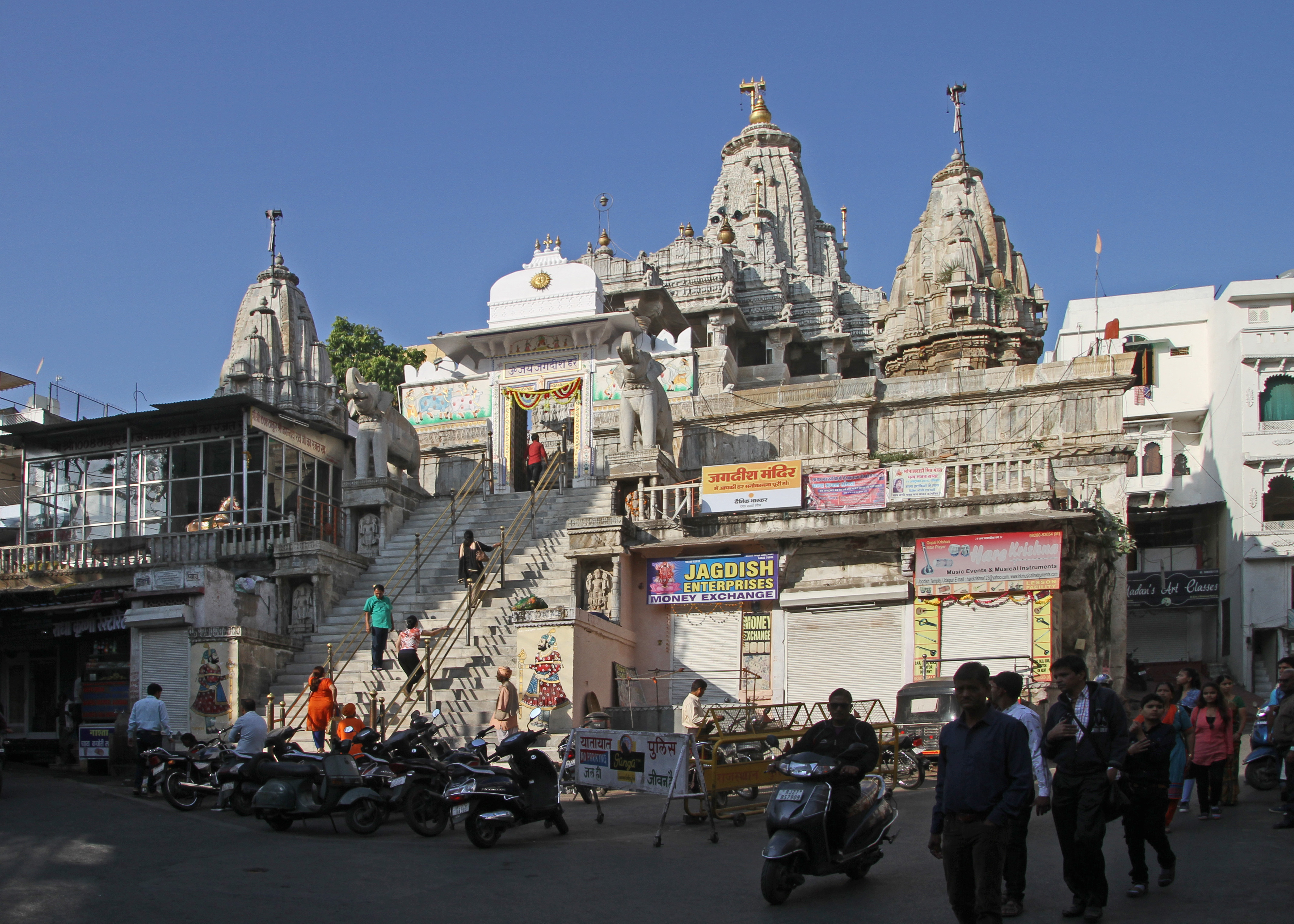
Templo Jagdish